# Фредеріка Амалія Данська
Фредеріка Амалія Данська (дан. Frederikke Amalie af Danmark, 11 квітня 1649 — 30 жовтня 1704) — данська принцеса з династії Ольденбургів, донька короля Данії Фредеріка III та принцеси Брауншвейг-Люнебурзької Софії Амалії, дружина герцога Гольштейн-Готторпу Крістіана Альбрехта.

## Біографія
Народилась 11 квітня 1649 року у Дуборзькому замку у Фленсбурзі. Була третьою дитиною та другою донькою в родині короля Данії Фредеріка III та його дружини Софії Амалії Брауншвейг-Люнебурзької. Мала старшого брата Крістіана та сестру Анну Софію. Згодом сімейство поповнилося молодшими дітьми Вільгельміною Ернестіною, Георгом та Ульрікою Елеонорою. Ще двоє дітей померли в ранньому віці.
У 18-річному віці була видана заміж за 26-річного герцога Гольштейн-Готторпу Крістіана Альбрехта. Весілля пройшло 24 жовтня 1667 року у замку Глюксбург і мало стати підтвердженням мирного договору між країнами. Втім, боротьба між ними продовжилася, а сімейний союз був нещасливим. У пари народилося четверо дітей. Герцогиня страждала від частих розбіжністей між чоловіком та братом Крістіаном, який у 1670 році став королем Данії. Крістіан Альбрехт погано з нею поводився, данська ж родина, навпаги, намагалася надавати багато привілегій. Власні сини зростали у анти-данському дусі. До того ж, через великі борги Крістіана Альбрехта та військові витрати, культурне життя двору не було на рівні батьківського. 
Навідувала сестру Ульріку Елеонору, яка стала консортом-Швеції. Її візити стали приводом влаштування грандіозних вечірок та свят при суворому стокгольмському дворі.
На початку 1695 року її чоловік помер. Однак, конфлікт між Данією та Гольштейн-Готторпом тривав і продовжував ставити герцогиню у важке становище. Її удовиною резиденцією був призначений Кільський замок, що перебував в поганому стані. Через дефіцит державного бюджету він не відновлювався, як передбачав контракт. Фредеріка Амалія відбудувала його протягом двох років за власний кошт.
Померла за два місяці після весілля молодшого сина, 30 жовтня 1704 року, у Кільському замку. Була похована у Шлезвізькому соборі. Конфлікт між Гольштейн-Готторпом і Данією про належний спосіб дзвонити в дзвони на її похороні ледь не спровокував нову війну між державами.

## Родина
Чоловік — Кристіан Альбрехт, герцог Гольштейн-Готторпський
Діти:
- Софія Амалія (1670—1710) — дружина принца Брауншвейг-Вонфельбюттельського Августа Вільгельма, дітей не мала;
- Фрідріх (1671—1702) — наступний герцог Гольштейн-Готторпу у 1695—1702 роках, був одружений із Ядвігою Софією Шведською, мав єдиного сина;
- Крістіан Август (1673—1726) — князь-єпископ Любека у 1705—1726 роках, був одружений  з Альбертіною Фредерікою Баден-Дурлаською, мав одинадцятеро дітей;
- Марія Єлизавета (1678—1755) — абатиса у Кведлінбурзі.